# Jan Zaręba (duchowny)
Jan Zaręba (ur. 25 grudnia 1910 w Sadykrzu, zm. 22 listopada 1986 we Włocławku) – polski duchowny rzymskokatolicki, doktor teologii, biskup pomocniczy włocławski w latach 1963–1968, administrator apostolski diecezji włocławskiej w latach 1968–1970, biskup diecezjalny włocławski w latach 1970–1986.

## Życiorys
Świadectwo dojrzałości uzyskał w 1929 Bydgoszczy. Studia filozoficzno-teologiczne odbył w seminarium duchownym w Gnieźnie. Na prezbitera został wyświęcony 17 czerwca 1934 w Poznaniu przez kardynała Augusta Hlonda. W 1938 rozpoczął studia na Papieskim Uniwersytecie Gregoriańskim w Rzymie, przerwane wskutek wybuchu II wojny światowej. W 1954 na Uniwersytecie Jagiellońskim uzyskał doktorat z teologii.
Podczas okupacji prowadził konspiracyjną pracę duszpasterską. Po wojnie był kanclerzem kurii diecezjalnej w Gorzowie, duszpasterzem młodzieży, oficjałem Trybunału Metropolitalnego w Gnieźnie i kanonikiem kapituły gnieźnieńskiej.
25 czerwca 1963 został mianowany biskupem pomocniczym diecezji włocławskiej i biskupem tytularnym Bitylius. Sakry biskupiej udzielił mu 8 września 1963 kardynał Stefan Wyszyński. Po śmierci biskupa Antoniego Pawłowskiego wybrany wikariuszem kapitularnym, 24 października 1968 mianowany jej administratorem apostolskim, zaś 20 października 1969 mianowany biskupem diecezjalnym. Rządy w diecezji objął 8 stycznia 1970. Erygował kilkanaście nowych parafii, w 1986 przeprowadził synod diecezjalny.
Uczestniczył w IV sesji soboru watykańskiego II.
Pochowany został w katedrze włocławskiej.